# Сподње Блато
Сподње Блато (словен. Spodnje Blato) је насељено место у општини Гросупље, Средњесловенска регија, Словенија.

## Историја
До територијалне реорганизације у Словенији било је у саставу старе општине Гросупље.

## Становништво
У попису становништва из 2011. године, Сподње Блато је имало 162 становника.
| Број становника према пописима | Број становника према пописима | Број становника према пописима |
| ------------------------------ | ------------------------------ | ------------------------------ |
| 1991                           | 2002                           | 2011                           |
| 125                            | 112                            | 162                            |

Напомена: Године 1998. умањено за део насеља који је проглашен за ново самостално насеље Прапроче при Гросупљем.